# Mode hip-hop

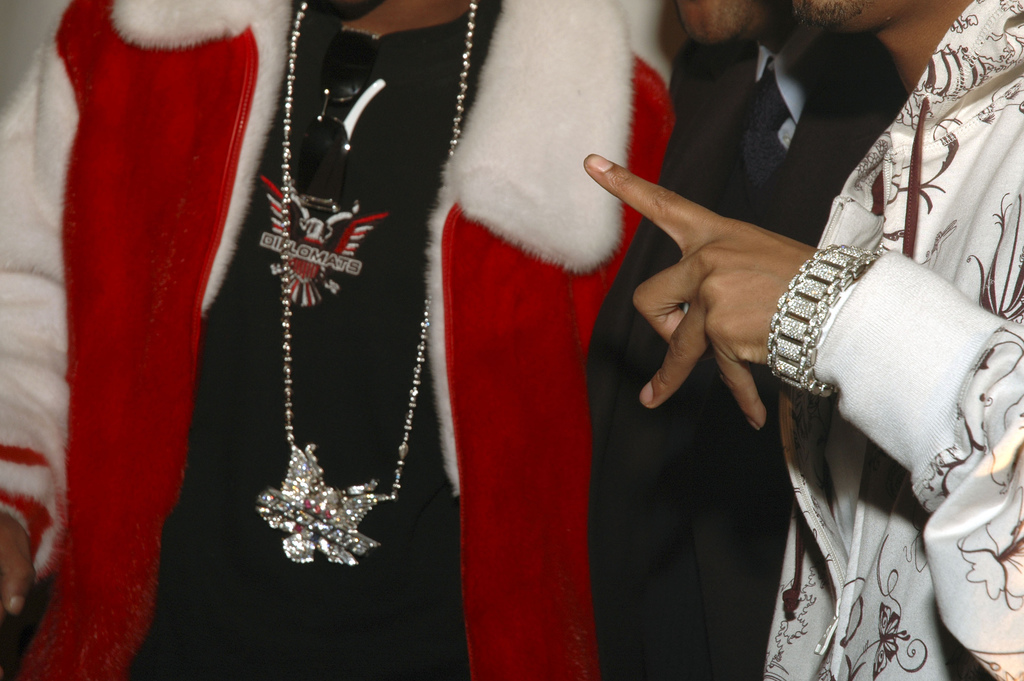
Bijou bling-bling porté par Jim Jones et Juelz Santana des Dipset.

La mode hip-hop est un style distinct de vêtement qui trouve son origine dans la jeunesse afro-américaine et latino dans la ville de New York plus tard suivie par des villes comme Los Angeles, Houston, Chicago, Philadelphie, la baie de San Francisco, Détroit, Memphis et Atlanta. Chaque ville a contribué à cette mode. La mode hip-hop décrit les expressions et l'attitude de la culture hip-hop en général.

## Histoire

### Fin années 1970 - Années 1980
Dans les années 1980, les icônes du hip-hop portaient des survêtements, des basanes, et bombers en cuir, des chaussures * Clarks, des Britishers ou British Walkers, et des baskets (habituellement Pro-Keds, Puma, Converse's Chuck Taylor All Star, et Adidas Superstars souvent avec des lacets épais). Les coupes de cheveux variaient entre Jheri curl du début des années 1980 au hi-top fade du début des années 1990, popularisé par Will Smith (The Fresh Prince) et Christopher Reid de Kid 'n Play, entre autres.
Les accessoires populaires impliquaient de grandes lunettes (Cazals ), des bob, des plaques, des ceintures et plusieurs bijoux. Porter de nombreux bijoux en or était également tendance dans les années 1980. En général, les bijoux masculins impliquaient habituellement de grandes chaînes en or, tandis que les bijoux féminins impliquaient de grosses boucles d'oreille en or. Des artistes comme Kurtis Blow et Big Daddy Kane ont aidé à populariser les colliers en or, et des rappeuses comme Roxanne Shanté et groupes comme Salt-N-Pepa ont aidé à populariser les grosses boucles d'oreilles. Porter plein de bijoux était synonyme de prestige et puissance, et certains liaient ce style à l'africanisme.

### Années 1990
Le nationalisme noir influence significativement le rap à la fin des années 1980 ; les vêtements et coiffures s'inspireront de la culture africaine traditionnelle. Les pantalons tombants se populariseront chez des rappeurs danseurs comme M.C. Hammer.